# 3977 Максін
3977 Максін (3977 Maxine) — астероїд головного поясу, відкритий 14 червня 1983 року.
Тіссеранів параметр щодо Юпітера — 3,342.